# Nokia 150
Nokia 150是HMD Global生產的Nokia直立式功能型手機，2016年12月13日發布。

## 規格
| 類型     | 功能型手機                                                              |
| 手機規格 | 直立式                                                                  |
| 尺寸     | 高度：118.0（4.65英寸）；寬度：50.2（1.98英寸）；厚度：13.5（0.53英寸） |
| 重量     | 81.0克（2.86盎司）                                                      |
| 操作系统 | Series 30+                                                              |
| 電池     | 1020 mAh                                                                |
| 顯示器   | 2.4英寸（61）                                                           |